# مخابر فينوس
مخابر فينوس هي شركة جزائرية متخصصة في صناعة منتجات التجميل والنظافة.

## التأسيس
تأسست مخبر فينوس في عام 1981 من قبل مراد مولة.

## نبذة
هي شركة رائدة في قطاع مستحضرات التجميل في الجزائر بحصة سوقية تبلغ 33٪. وهي تصدر منتجاتها إلى ليبيا وتونس والمغرب والنيجر وكوت ديفوار ومدغشقر.
في مارس 2020 ، بدأت شركة مخبر فينوس في تصنيع جل كحولي مائي لمكافحة وباء الفيروس التاجي في الجزائر وتبرعت بـ 10000 وحدة للمستشفيات في ولاية البليدة.

## الروابط الخارجية
- الموقع الرسمي